# Renato Giordano
Renato Giordano (Roma, 22 aprile 1953) è un regista teatrale, attore e musicista italiano.

## Carriera
Giordano fra le diverse attività è anche un operatore culturale. Come autore sia teatrale che musicale ha ricevuto importanti premi e riconoscimenti. Inoltre, è laureato in Medicina, endocrinologo, ed ha creato un'originale tecnica di comunicazione in sanità basata sul teatro (Theatrical Based Medicine).
Ha all'attivo 110 regie teatrali ed è autore di 30 commedie rappresentate in Italia e nel mondo. Inizia la sua attività come regista e attore nel Teatro Sperimentale. Nel 1974 debutta alla regia portando in scena Edoardo II di Marlowe-Brecht. A partire dal 1981, anno in cui scrive la sua prima commedia, Decima Sinfonia, inizia la sua intensa attività di drammaturgo e regista sia in Italia che all'estero. Giordano come regista sarà tra i primi in Italia a portare in scena opere di importanti autori contemporanei, tra cui quasi tutto il teatro di Rainer Werner Fassbinder, Angel city di Sam Shepard, Jimmy Dean Jimmy Dean di Ed Graczyc, Chi ha paura di Virginia Wolf? di Albee, Pallottole su Broadway di Woody Allen, Classe di ferro e altri testi di Aldo Nicolaj, tutto il teatro di Dario Bellezza, Autoritratto di Achille Campanile e molti altri. Il lavoro di Renato Giordano ha contribuito a far conoscere in Italia nuovi autori dell'Est Europa, come Koljadà, Steigerwald, Broszkiewicz, Sadur e Mazilu. Le sue commedie più rappresentate sono Doppio gioco (storia di un incontro a fine vita tra Casanova e Da Ponte), Alle donne piacciono le canzoni d'amore, il musical Mi ritorni in mente sugli anni 60/70 e Il primo bacio. Dal 1979 diventa direttore artistico del Teatro Tordinona di Roma, storico teatro che continua a dirigere.
La T.B.M (theatrical base medicine). Essa fa entrare il medico nei panni del paziente e viceversa, così da creare una "medicina teatrale". Giordano ha fatto vari corsi di T.B.M in Italia e ha scritto due libri al riguardo: Ippocrate è di scena, una raccolta di testi scritti da i frequentatori dei suoi corsi, e il "Manuale teorico pratico di T.B.M", del quale sta scrivendo una nuova versione più ampliata.

## Incarichi ricoperti
Dal 1983 ricopre l'incarico di direttore artistico del Festival del Teatro Italiano. Dal 1993 al 1995 è membro della direzione artistica del Teatro di Roma, ricoprendo l'incarico di Consigliere di Amministrazione dal 2009. Nel 1994 viene eletto Segretario Generale del Sindacato Nazionale Autori Drammatici e Radio Televisivi (SNAD), carica tuttora ricoperta. Nel 2000 crea il festival dei corti teatrali “Schegge d'Autore”, allo scopo di rivitalizzare la drammaturgia contemporanea. Nel 2003 diventa consulente artistico per il Ciclo di spettacoli Classici di Siracusa. Giordano è stato inoltre Consigliere di amministrazione e poi Presidente del comitato tecnico autori drammatici del Fondo PSSMAD ex Enap , Ente Nazionale Previdenza Artisti, dal 1995 al 2014. Membro del comitato per il Diritto d'Autore del Ministero dei Beni Culturali (dal 2007 al 2012), ha inoltre fatto parte del Consiglio Nazionale dello Spettacolo e della Consulta Tecnico Artistica dell'Ente Teatrale Italiano.  

## Collaborazioni artistiche
Tra le sue collaborazioni più importanti, ha diretto nel testo di Pirandello “L'Uomo dal fiore in bocca” il premio Oscar Frederich Murray Abraham. Ha ideato e diretto nel 2008 uno spettacolo su "Spoon River", tratto dall'omonima antologia di Edgar Lee Masters, con Michele Placido e Mariangela Melato. Giordano ha inoltre diretto, tra gli altri, Giorgio Albertazzi, Catherine Denevue, Peppe Barra, Giancarlo Giannini, Giuseppe Pambieri, Pino Caruso, Tuccio Musumeci, Franco Oppini, Arnoldo Foà, Corrado Pani, Mario Scaccia.   

## Teatro
- Morti senza tomba, di Jean-Paul Sartre (1972)
- Edoardo II di Christopher Marlowe e Bertolt Brecht (1974)
- Né giorni né notti di Alfred Jarry (1976)
- Totentanz, di Renato Giordano (1977)
- Il massacro di Parigi, di Christopher Marlowe (1978)
- Il canto del cigno e del pipistrello, di Anton Čechov (1979)
- Il diavolo e la morte ovvero dell'educazione fisica..., tratto da Frank Wedekind (1980)
- La censura, di Frank Wedekind (1981)
- Viaggio a Venezia nell'anno della morte di Maria Teresa d'Austria, di Renato Giordano (1981)
- Tamerlano, di Cristopher Marlowe (1982)
- Dies irae di Renato Giordano (1982)
- Il mercante di quadri, di Mario Angelo Ponchia (1982)
- Prima del ballo di Italo Svevo (1983/84)
- Viaggio di nozze di Claudio Angelini (1983)
- Brigantaggio di Renato Giordano e F. Franceschelli (1984)
- La calunnia smascherata, di Giacomo Casanova (1984/85)
- È arrivato Voszer di Domenico Purificato (1984)
- Sangue sul collo del gatto di Rainer Werner Fassbinder (1984)
- La sosta, di Nicola Molino (1985)
- Lo straniero, di Rainer Werner Fassbinder (1986/87)
- Angel city, di Sam Shepard (1987/88)
- Cabiria di Renato Giordano (1988)
- L'amico americano di Rainer Werner Fassbinder (1989-90-91)
- Ifigenia in Tauride, di Rainer Werner Fassbinder, tratto dall'omonima opera di Johann Wolfgang von Goethe (1989)
- La bottega del caffè, di Rainer Werner Fassbinder, tratto dall'omonima opera di Carlo Goldoni (1989-1990)
- Salomé, di Dario Bellezza (1990)
- Venice, California, di Renato Giordano (1990)
- Testamento di sangue, di Dario Bellezza (1990)
- Doppio gioco, di Renato Giordano, (1991-92)
- Casa turca al petalo di rosa, di Guy de Maupassant (1991)
- Jimmy Dean, Jimmy Dean, di Ed Graczyk (1991-92-93)
- La strega, di Nikolaj Koljada (1992)
- L'ultimo rock all'inferno, di Renato Giordano (1992-93)
- E così ti prego Principe, di Karl Steigerwald (1992)
- Il nome del potere, di Jerzy Broszkiewicz (1992)
- Paradiso rosso di Nina Nikolaevna Sadur (1992)
- Chiamami Nanay, di Mario Amendola e Bruno Corbucci (1992-93)
- Intervista con gli animali, di AA.VV. (1993)
- Il Negromante, di Ludovico Ariosto (1993)
- Alle donne piacciono le canzoni d'amore, di Renato Giordano (1994)
- Classe di ferro, di Aldo Nicolaj (1994)
- Ordalia della croce, di Dario Bellezza (1994)
- Aulularia, di Tito Maccio Plauto (1994)
- Io e mia figlia, di Françoise Dorin (1995-6)
- L'angelo vendicatore, di Carlo Bernari (1995)
- Quattro stagioni, di Renato Giordano (1995)
- Chi ha paura di Virginia Woolf?, di Edward Albee (1996-97)
- La bisbetica domata, di William Shakespeare (1996)
- El Dorado, di Renato Giordano, (1996)
- Lontano nel tempo (Tenco quella notte a Sanremo), di Renato Giordano (1997-98)
- Canta pagliaccio, è un momentaccio, di Bruno Broccoli (1997)
- Don Giovanni muore come tutti gli altri, di Teodor Mazilu (1997-99)
- Il Decamerone (musicale), di Renato Giordano, tratto dal Decameron di Giovanni Boccaccio (1997- 1998)
- Fra un anno alla stessa ora, di Bernard Slade (1997)
- Amleto in salsa piccante, di Aldo Nicolaj (1998)
- Testamento di sangue, di Dario Bellezza (1998)
- Barbablù, di Dario Bellezza (1998)
- Beffe della vita e della morte, di Luigi Pirandello (1998-2000)
- Cuori scoppiati, di Renato Giordano (1999)
- Venice, California, di Renato Giordano (1999)
- L'eunuco, di Publio Terenzio Afro (1999)
- Pallottole su Broadway, di Woody Allen (2000)
- Beffe della vita e della morte nuova edizione con La carriola, tratto da Luigi Pirandello (2000)
- La bottega del caffè, di Rainer Werner Fassbinder, tratto dall'omonima opera di Carlo Goldoni (2000)
- Voci dal teatro, di AA.VV. (2000)
- Anni '60... quasi '70, di Renato Giordano e Jerry Calà (2000)
- Follia d'amore, di Didier van Cauwelaert (2000-2001)
- L'ultimo rock all'inferno, di Renato Giordano, (2001)
- Notturno pirandelliano, di Luigi Pirandello (2001)
- Gli uccelli, di Aristofane (2001)
- E mi ritorni in mente di Renato Giordano (2001)
- Doppio gioco di Renato Giordano (2001)
- Quattro stagioni, di Renato Giordano (2002-2003)
- Classe di ferro, di Aldo Nicolaj (2003)
- Le vespe, di Aristofane, (2003)
- Bangkok, di Renato Giordano (2003)
- Viva la famiglia, di Aldo Nicolaj (2004)
- Sogno di una notte di mezza estate, di Wiliam Shakespeare (2004)
- Il dolce canto degli dei, di Renato Giordano (2005)
- Atti senza senso, di Enrico Ribulsi, Alberto Perrini, Turi Vasile e Ennio De Concini (2005)
- Autoritratto, di Achille Campanile (2005)
- Bangkok 2, di Renato Giordano (2006)
- Decamerone (in musica), di Renato Giordano (2006)
- Aristaios, di Michele dall'Ongaro e Matteo D'Amico (2006)
- Striptease, di Renato Giordano (2007)
- Satyricon, di Renato Giordano (2007)
- Casina, di Tito Maccio Plauto (2007)
- Il primo bacio, di Renato Giordano (2007)
- Labbra serrate di Renato Giordano (2008)
- La favola di Amore e Psiche, di Apuleio (2008)
- Odio e Amo (Spoon River), di Renato Giordano (2008)
- Il giardino degli ulivi, di Renato Giordano (2009)
- Il fiore spezzato, di Renato Giordano (2009)
- Il primo bacio.com, di Renato Giordano (2009)
- Mi ricordo, di Georges Perec (2009)
- L'isola che c'è (la commedia dell'insulina - I parte), di Renato Giordano (2009)
- Natali – Di versi, di AA.VV. (2009)
- Mi ritorni in mente (anni '60 quasi '70 a Roma), di Renato Giordano (2010)
- Supermagic Infinito (2011)
- L'isola che c'è in concerto, di Renato Giordano, (2011)
- Fantasmi e illusioni, da Italo Svevo e Luigi Pirandello (2011)
- Supermagic Incanto (2012)
- Eppur mi son scordato di te, di Renato Giordano (2012)
- Casanova (Doppio Gioco), di Renato Giordano (2012)
- Supermagic “X” (2013)
- Catarina Lanz, di Renato Giordano (2013)

## Premi e riconoscimenti
- Premio Fondi La Pastora (1982)
- Premio autori Italiani under 35 (1985)
- Premio IDI (1991)
- Premio Flaiano sezione teatro migliore autore per Alle donne piacciono le canzoni d'amore (1993)[1]
- Premio Vallecorsi (due volte vincitore, due segnalato 1991, 1994, 1999, 2005)
- Premio Studio 12 già Anticoli Corrado (1995)
- Premio E.M.Salerno (1997)
- Premio Rosso di San Secondo (1999)
- Premio Calendoli ENAP (2003)
- Premio Vittorio Gassmann (2004)

È Ufficiale della Repubblica Italiana per meriti artistici dal 2002.